# Opsophasiopteryx mima
Opsophasiopteryx mima är en tvåvingeart som beskrevs av Townsend 1917. Opsophasiopteryx mima ingår i släktet Opsophasiopteryx och familjen parasitflugor. Artens utbredningsområde är Brasilien.